# Scott McDonald

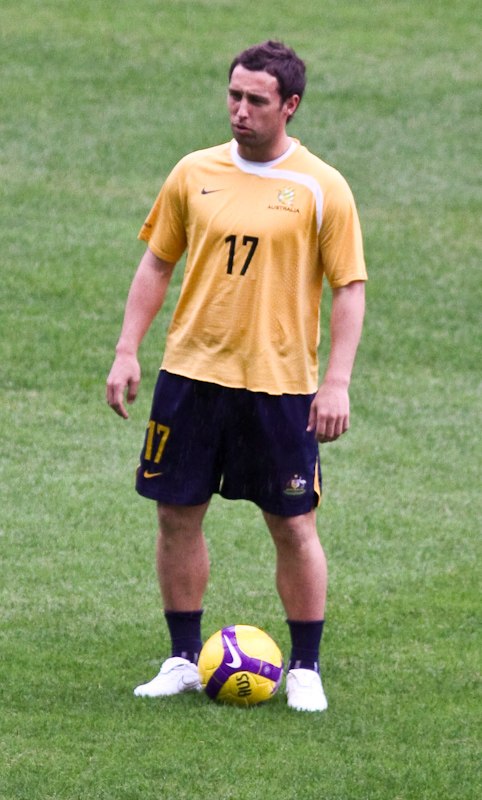
Scott McDonald

Scott McDonald (Melbourne, Australia, 21 de agosto de 1983) es un exfutbolista australiano que jugaba de delantero.
Es de ascendencia escocesa por parte tanto de madre como de padre y siempre siguió la tradición familiar siendo seguidor desde niño del Celtic.

## Biografía
Scott McDonald empezó su carrera futbolística en las categorías inferiores de un equipo de su país natal, el Gippsland Falcons. Debutó con la primera plantilla del club con 14 años, en 1998, y se convirtió en el jugador más joven en debutar en la National Soccer League australiana.
En 2000 se marchó a Inglaterra para jugar con los juveniles del Southampton FC, aunque consiguió jugar en dos ocasiones con la primera plantilla. Para que Scott McDonald tuviera minutos el equipo decidió cederle, primero al Huddersfield Town y posteriormente al AFC Bournemouth.
Cuando finalizó el contrato con el Southampton FC Scott McDonald decide fichar por el Wimbledon FC. 
En enero de 2004 se marchó a jugar al Motherwell Football Club. Hasta mitad de temporada disputó algunos encuentros, aunque solo anotó dos goles. En la temporada siguiente Scott McDonald realizó un gran papel marcando 15 tantos. El 25 de noviembre, en un partido contra el Falkirk FC, marcó el gol 5000 de la Premier League de Escocia.
En 2007 fichó por el Celtic de Glasgow, que tuvo que realizar un desembolso económico de 950 000 euros para poder hacerse con sus servicios. Hizo su debut con el equipo en la tercera ronda de la fase previa de clasificación de la Liga de Campeones de la UEFA contra el Spartak de Moscú. En el partido de vuelta de esa eliminatoria Scott McDonald marcó el primer gol con su nueva camiseta. Al final de la temporada conquista el título de Liga.

## Selección nacional
Ha sido internacional con la selección de fútbol de Australia en 26 ocasiones. Su debut como internacional se produjo el 22 de febrero en un partido contra Baréin.

## Clubes
| Club                                | País       | Año       |
| ----------------------------------- | ---------- | --------- |
| Gippsland Falcons                   | Australia  | 1998-1999 |
| Southampton F. C.                   | Inglaterra | 2000-2003 |
| Huddersfield Town A. F. C. (cedido) | Inglaterra | 2002      |
| AFC Bournemouth (cedido)            | Inglaterra | 2003      |
| Wimbledon F. C.                     | Inglaterra | 2003      |
| Motherwell F. C.                    | Escocia    | 2004-2007 |
| Celtic F. C.                        | Escocia    | 2007-2010 |
| Middlesbrough F. C.                 | Inglaterra | 2010-2013 |
| Millwall F. C.                      | Inglaterra | 2013-2015 |
| Motherwell F. C.                    | Escocia    | 2015-2017 |
| Dundee United F. C.                 | Escocia    | 2017-2018 |
| Partick Thistle F. C.               | Escocia    | 2019      |
| Western United F. C.                | Australia  | 2019-2020 |
| Brisbane Roar F. C.                 | Australia  | 2020-2021 |
| Western Sydney Wanderers F. C.      | Australia  | 2021      |
| Gold Coast Knights                  | Australia  | 2022      |

## Palmarés

### Títulos nacionales
| Título                     | Club         | País    | Año  |
| -------------------------- | ------------ | ------- | ---- |
| Premier League de Escocia  | Celtic F. C. | Escocia | 2008 |
| Copa de la Liga de Escocia | Celtic F. C. | Escocia | 2009 |